# 73.ª Brigada Mixta (Ejército Popular de la República)
La 73.ª Brigada Mixta fue una unidad del Ejército Popular de la República creada durante la Guerra Civil Española. A lo largo de la contienda llegó a operar en los frentes de Córdoba, Levante y Extremadura.

## Historial
La 73.ª Brigada mixta fue creada en marzo de 1937 a partir de las milicias que actuban en el sector norte del frente de Córdoba. Como base fundacional se utilizó a los batallones «Bautista Garcét» (renombrado como 289.º), «Jaén» (290.º), «Los Pedroches» (291.º) y «Raya» (292.º), todos ellos procedentes de milicias. Su primer comandante fue el capitán de carabineros José Casted Sena, con el socialista Manuel Castro Molina como comisario político.
Llegó a tomar parte en la batalla de Pozoblanco, ofreciendo una dura resistencia al avance franquista. Poco después, al desaparecer la organización del frente por «sectores» y crearse en su lugar divisiones; la 73.ª BM pasó a formar parte de la 19.ª División del Ejército del Sur. Poco después, intervino en una ofensiva republicana que pretendía conquistar la zona minera de Peñarroya-Pueblonuevo. En abril el capitán Casted fue sustituido por el comandante de infantería Manuel Bartual Gallego, que poco después sería sustituido por el mayor de milicias Bartolomé Fernández Sánchez —hasta entonces jefe del batallón «Pedroches»—.
En marzo de 1938, tras el comienzo de la ofensiva franquista en el frente de Aragón, la 73.ª Brigada Mixta se trasladó fue enviada urgentemente hacia Gandesa, integrada en la llamada División «Extremadura». El empuje del Cuerpo de Ejército de Galicia aisló a la brigada en la zona del Maestrazgo, donde sufriría importantes pérdidas en los combates que posteriormente se produjeron; el 17 de abril la unidad fue retirada de primera línea de combate y agregada nuevamente a la 19.ª División, con la que tomaría parte en la campaña de Levante. A finales de julio el mando de la unidad pasó al mayor de milicias Castaños, desplazándose a Úbeda, donde fue sometida a una reorganización para recuperarse de las graves pérdidas sufridas en Levante. Posteriormente sería enviada a La Nava de Ricomalillo, quedando agregada a la 71.ª División.
Llegó a participar en la batalla de Valsequillo, en enero de 1939.

## Mandos
Comandantes
- Capitán de carabineros José Casted Sena;
- Comandante de infantería Manuel Bartual Gallego;[7]
- Mayor de milicias Bartolomé Fernández Sánchez;[8]
- Mayor de milicias Castaños;

Comisarios
- Manuel Castro Molina, del PSOE;[1]
- Andrés Cañete Domínguez, del PSOE;
- Baltasar Lucas Martín;[9][10]